# Титово (Кирилловский район)
Титово — деревня в Кирилловском районе Вологодской области.
Входит в состав Талицкого сельского поселения, с точки зрения административно-территориального деления — в Талицкий сельсовет.
Расстояние по автодороге до районного центра Кириллова — 71 км, до центра муниципального образования Талиц — 6 км. Ближайшие населённые пункты — Андреево, Кузнецово, Толстик.
По переписи 2002 года население — 80 человек (34 мужчины, 46 женщин). Преобладающая национальность — русские (96 %).